# Mirage d’amour avec fanfare
Pour les articles homonymes, voir fanfare (homonymie).
Pour plus de détails, voir Fiche technique et Distribution.
Mirage d'amour avec fanfare,,(Mirage d'amour au Benelux et en Suisse) est un drame belgo-franco-suisse-chilien coproduit et réalisé par Hubert Toint. Le film est sorti le 10 février 2016 au Benelux et en Suisse et le 23 mars 2016 en France.

## Synopsis
Dans les années 1920, au Chili, dans une ville minière, l'histoire d’amour entre une pianiste et un trompettiste sur fond de dictature…

## Fiche technique
- Titre original : Mirage d’amour avec fanfare
- Réalisation : Hubert Toint
- Scénario : Bernard Giraudeau d'après le roman Mirage d’amour avec fanfare d'Hernán Rivera Letelier
- Direction artistique : Veronica Astudillo
- Décors : Angela Torti
- Costumes : Loreto Vuskovic
- Montage : Erik Lammens
- Etalonnage : Paul Englebert
- Musique : Osvaldo Torres - Franck Malesieux - Marc Hoffelt
- Photographie : Carlo Varini
- Son : Dirk Bombey
- Assistante de direction : Federico Berón
- Production : Hubert Toint
- Société de production : Saga Film, Polaris Film et PS Production
- Société de distribution : Kanibal Films Distribution
- Budget :
- Pays d’origine :  Belgique/ France/ Suisse/ Chili
- Langue originale : français - espagnol
- Durée : 97 min
- Format :
- Genre : drame
- Dates de sortie : 
  - France : 11 juin 2015 (Festival du film de Cabourg)
  - Belgique : 10 février 2016
  - France : 23 mars 2016

## Distribution
- Marie Gillain - Hirondelle Rivery del Rosario (Golondrina del Rosario Alzamora)
- Eduardo Paxeco - Bello Sandalio
- Jean-François Stévenin - Alexandre Achille Rivery (Sixto Pastor Alzamora)
- Catalina Saavedra  Edelmira
- Juan Quezada - Candelario Perez
- Pépé Soza - Jerónimo
- Jan Hammenecker - Felimon
- Mauricio Roa - Tirso Aguilar
- Jack Arama - Hippolyte
- Aldo Parodi -Le Capitaine Ernesto
- Roberto Cayuqueo - Bereé Maturana
- Alfredo Portuondo - Eraldino Lumbrera
- Eduardo Reyes - Cantalicio del Carmen
- Patricia Iribarra - Grimalda
- Teresa Ramos -
- Cristián Chaparro - Cesar Princesa
- Rodolfo Pulgar - Le pharmacien
- Etienne Jean Marc - Benvenuto Torelli
- Eva Van Der Gutch - Ambulancia
- María del Canto - Cocoliche
- Luis Bravo - Le lieutenant
- Paula Reyes - Bouche de Brebis

## Autour du film
Initialement projeté dans les années 2000 par Bernard Giraudeau et produit par Bernard Rapp et Didier Creste, le film, déjà avec Marie Gillain, est reporté en raison de la situation de santé des deux Bernard. Après le décès de Bernard Rapp, le producteur de cinéma Hubert Toint rejoint Bernard Giraudeau à la réalisation. Ils préparent ensemble le tournage mais malheureusement Bernard Giraudeau disparaîtra avant d'avoir pu le réaliser et léguera le projet à Hubert Toint, qui le réalisera lui-même.
Le film est, pour partie, tourné dans la ville fantôme d'Humberstone, dans le désert d'Atacama.